# Universität Coimbra
Die Universität Coimbra (portugiesisch Universidade de Coimbra; lateinisch Universitas Conimbrigensis) ist eine Forschungsuniversität in der portugiesischen Stadt Coimbra. Sie ist die älteste Universität des Landes und eine der ältesten in Europa.
Die Universität Coimbra ist Namensgeberin für die sogenannte Coimbra-Gruppe europäischer Forschungsuniversitäten.

## Geschichte
1290 wurde sie vom portugiesischen König Dionysius (Dom Dinis) gegründet, zunächst in Lissabon, ab 1308 war ihr Sitz erstmals in Coimbra. Siehe Liste der ältesten Universitäten.
Die Universität wechselte zu Beginn ihrer Geschichte mehrere Male den Standort zwischen Coimbra und Lissabon, bis sie 1537 von König Johann III. endgültig in Coimbra angesiedelt wurde. Ab 1555 übernahmen die Jesuiten weitgehend des Lehrbetrieb in der Theologie und Philosophie, denen von „Kardinalkönig“ Heinrich 1559 auch die zweite Universität Évora übertragen wurde. Im regen Austausch miteinander, begründeten sie eine stark an Aristoteles ausgerichtete Schule von Coimbra, die einen Zweig der Iberischen Spätscholastik darstellte, die auch auf die Rechtslehre und das Wirtschaftsdenken beeinflusste. Einen strikten Gegensatz zu den zeitgenössischen Humanisten mit Interesse am wiederentdeckten Platon und anderen Philosophen darf man darin nicht erkennen. Über Jahrhunderte war die Universität Zentrum der Wissenschaften in Portugal, und aufwendig geschmückte Bauten wie die Universitätskirche und -bibliothek zeugen vom Reichtum des ehemaligen portugiesischen Kolonialreiches.
Die Universität bestimmt bis heute maßgeblich das Bild und das Leben der Stadt. Eine Besonderheit stellen die Studentenwohngemeinschaften der Repúblicas dar, die seit dem frühen 14. Jahrhundert mit Sonderrechten ausgestattet sind und seither für ein lebendiges Studentenleben sorgen. In diesem Umfeld entstand die Liedform des Fado de Coimbra, eine studentische, strenge Variante des Fados.
1728 wurde die umfangreiche und reich verzierte Universitätsbibliothek Biblioteca Joanina fertiggestellt. Sie gilt heute als eine der spektakulärsten Bibliotheken der Welt.
Der botanische Garten der Universität (Jardim botanico da Universidade de Coimbra) in der Beja Litoral wurde 1772 durch den Marquês de Pombal als Lehrgarten für angehende Ärzte gegründet und ist der älteste botanische Garten Portugals. Er weist eine reiche Pflanzensammlung auf, neben Tropenpflanzen und australischen Arten wurden im 19. Jahrhundert auch südafrikanische und kalifornische Arten aufgenommen.
Am 22. Juni 2013 wurden die Universitätsgebäude im Stadtteil Alta de Coimbra sowie in der Rua da Sofia in die Liste des UNESCO-Weltkulturerbes aufgenommen.

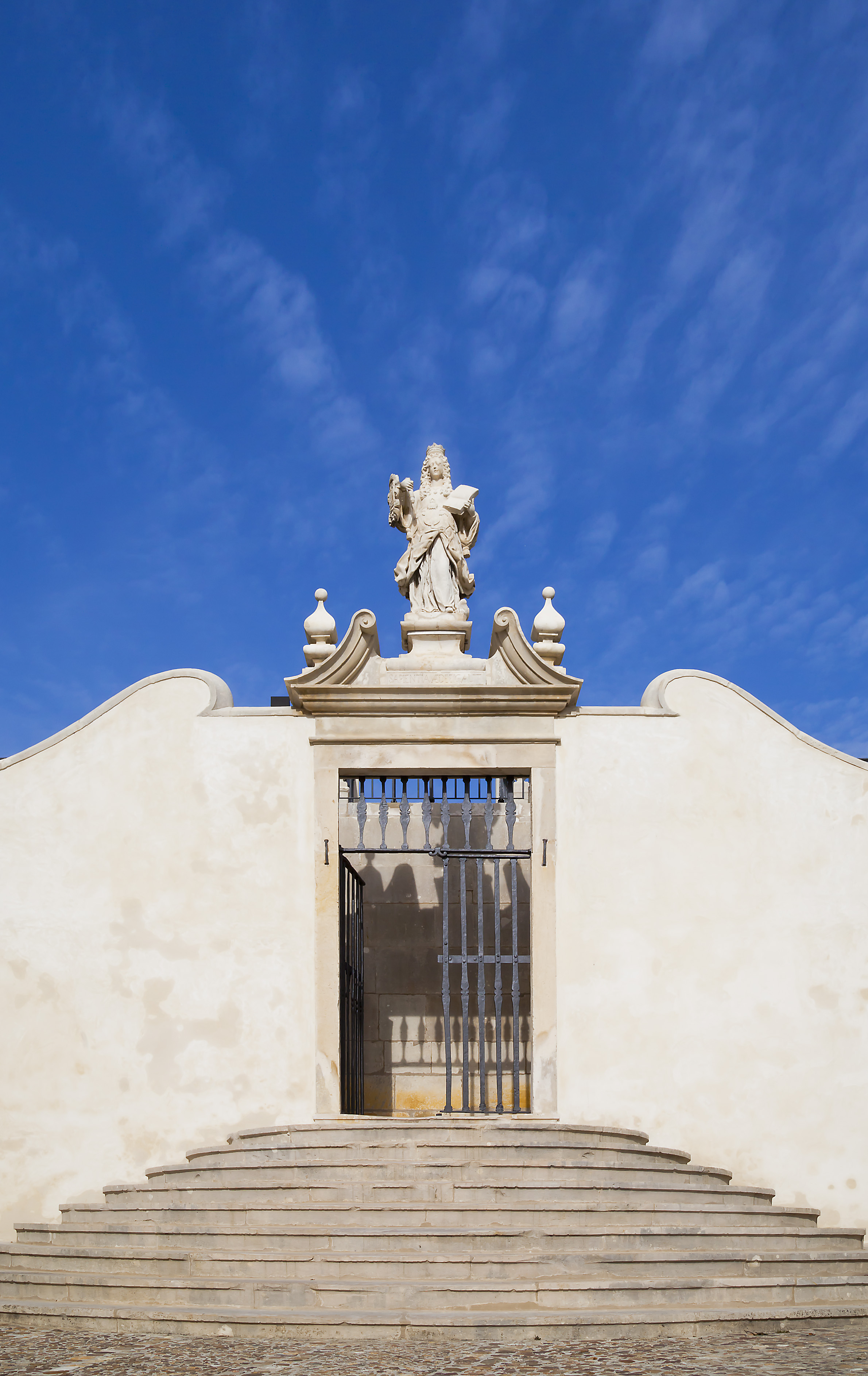
Die Porta e Escada da Minerva
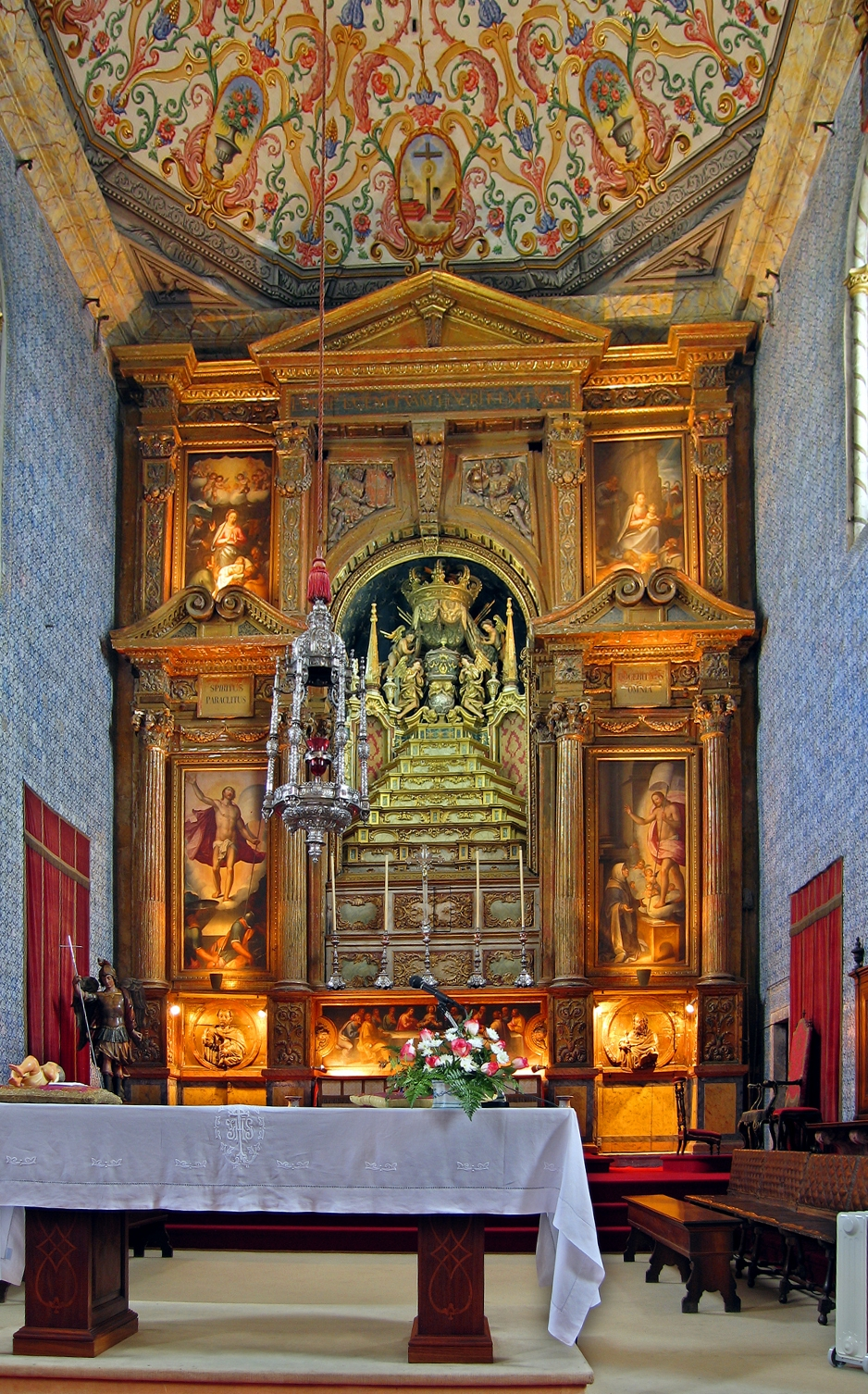
Altar der Universitätskirche
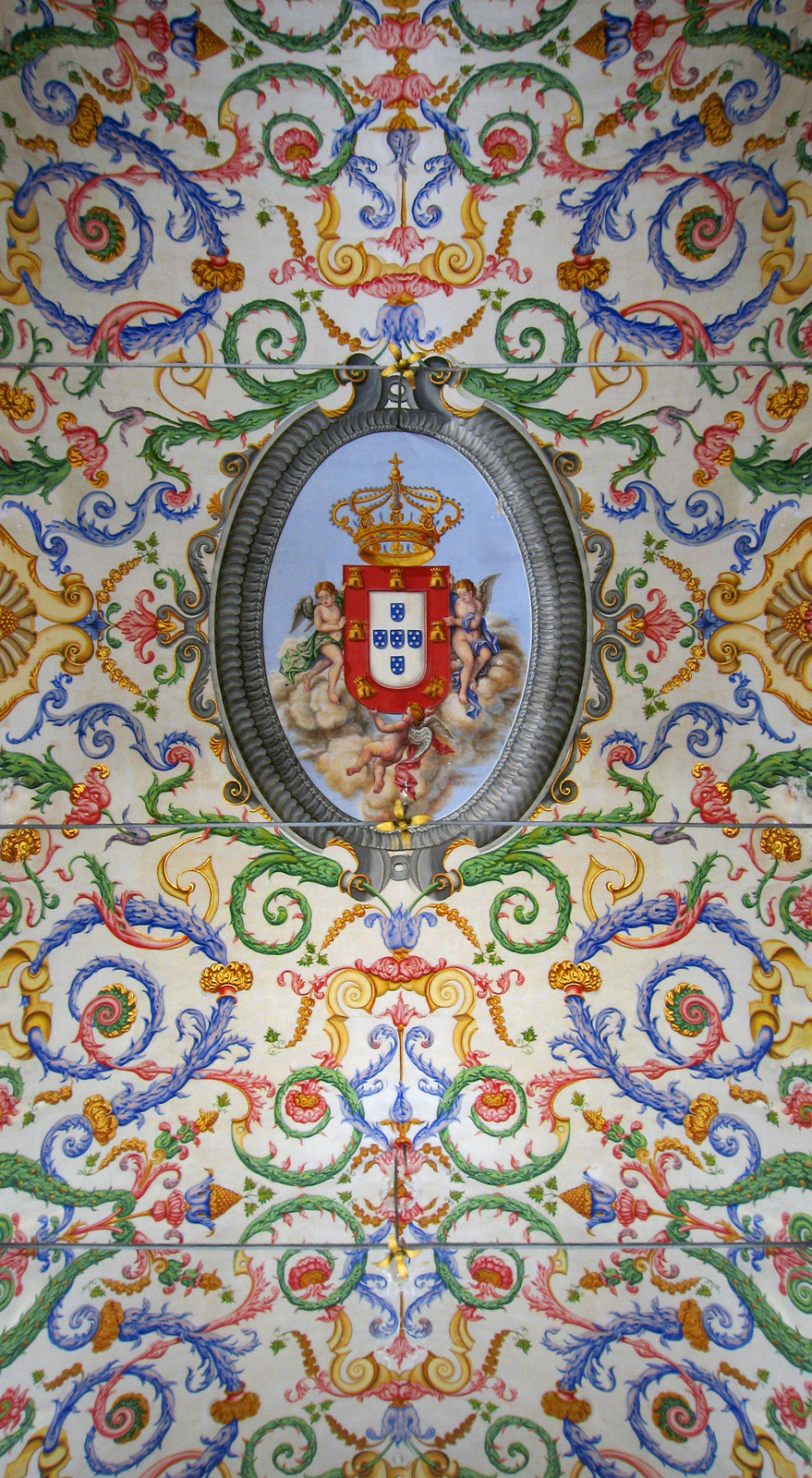
Decke der Universitätskirche
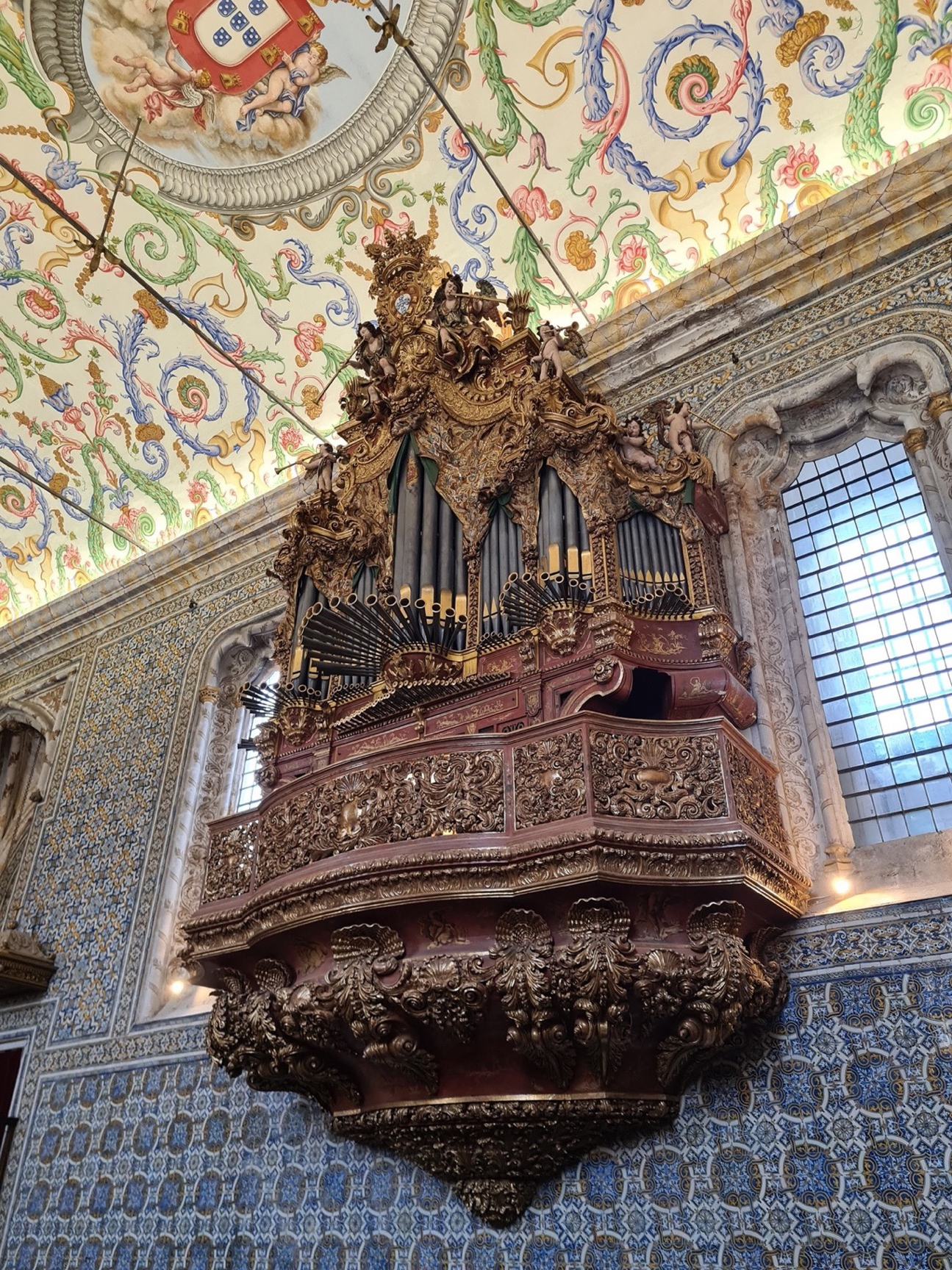
Orgel der Universitätskirche. Konzert jeden Mittwoch um 9:30 h.
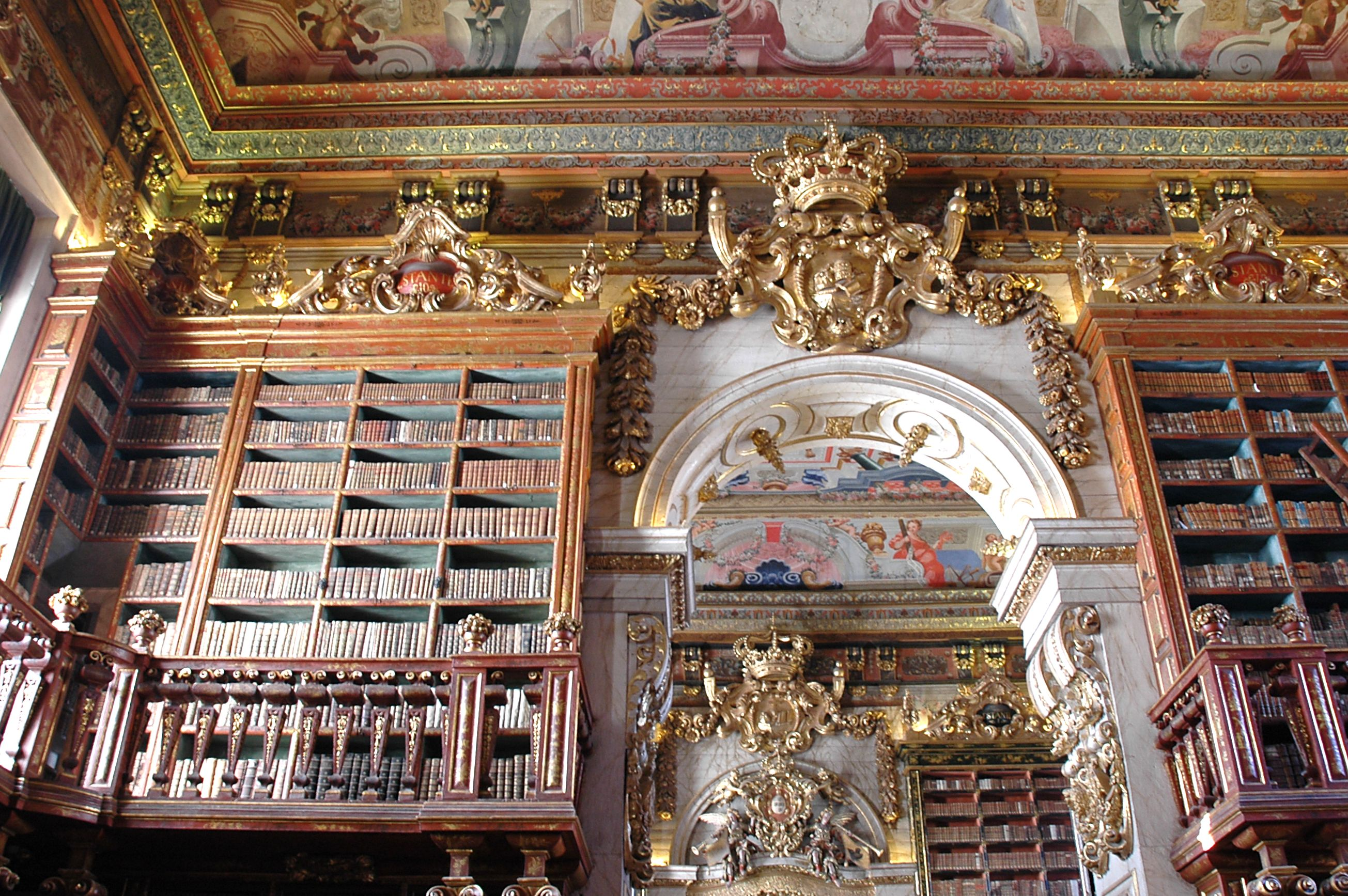
Die historische Universitätsbibliothek Coimbra
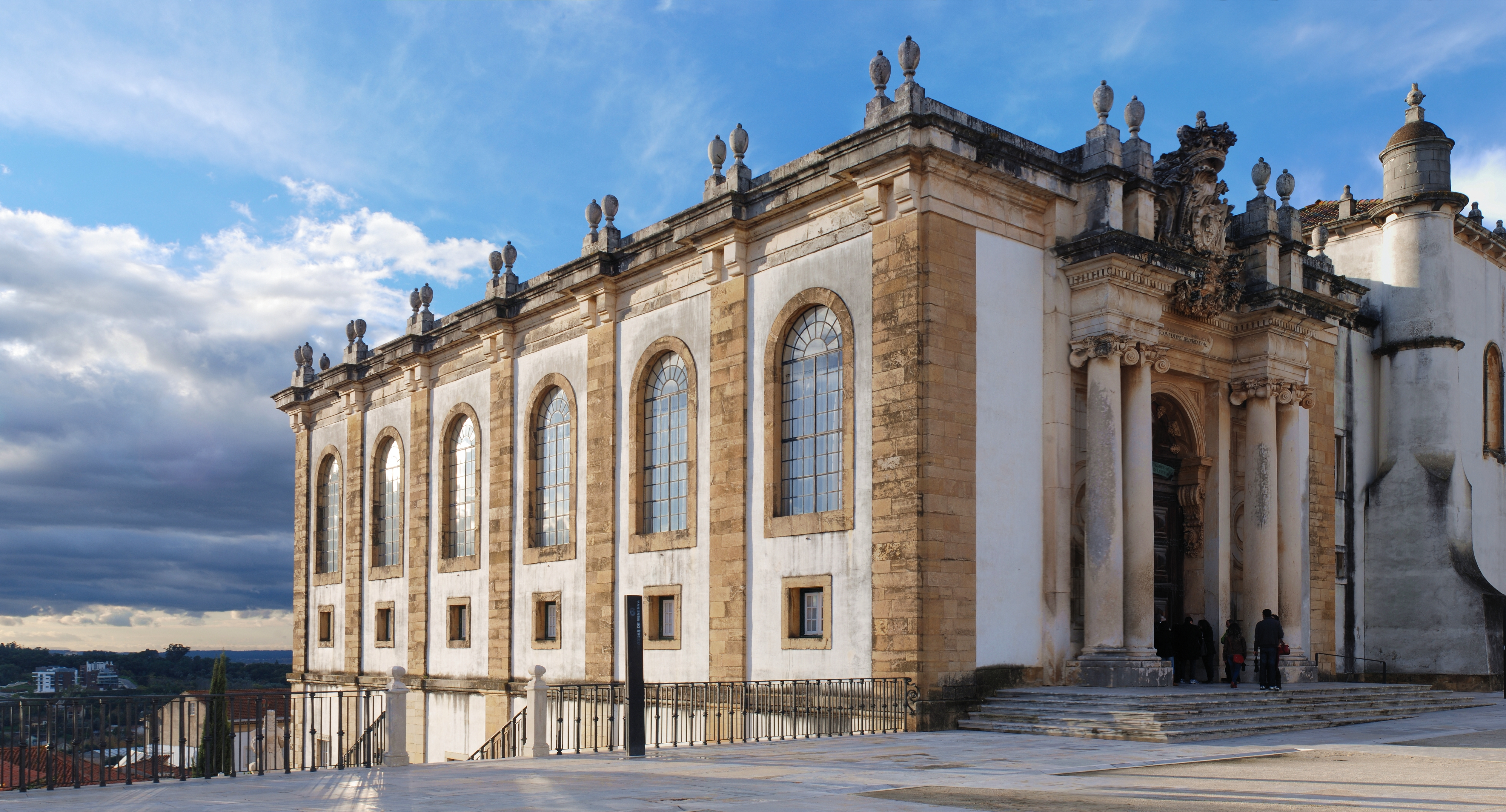
Gebäude der alten Biblioteca Joanina
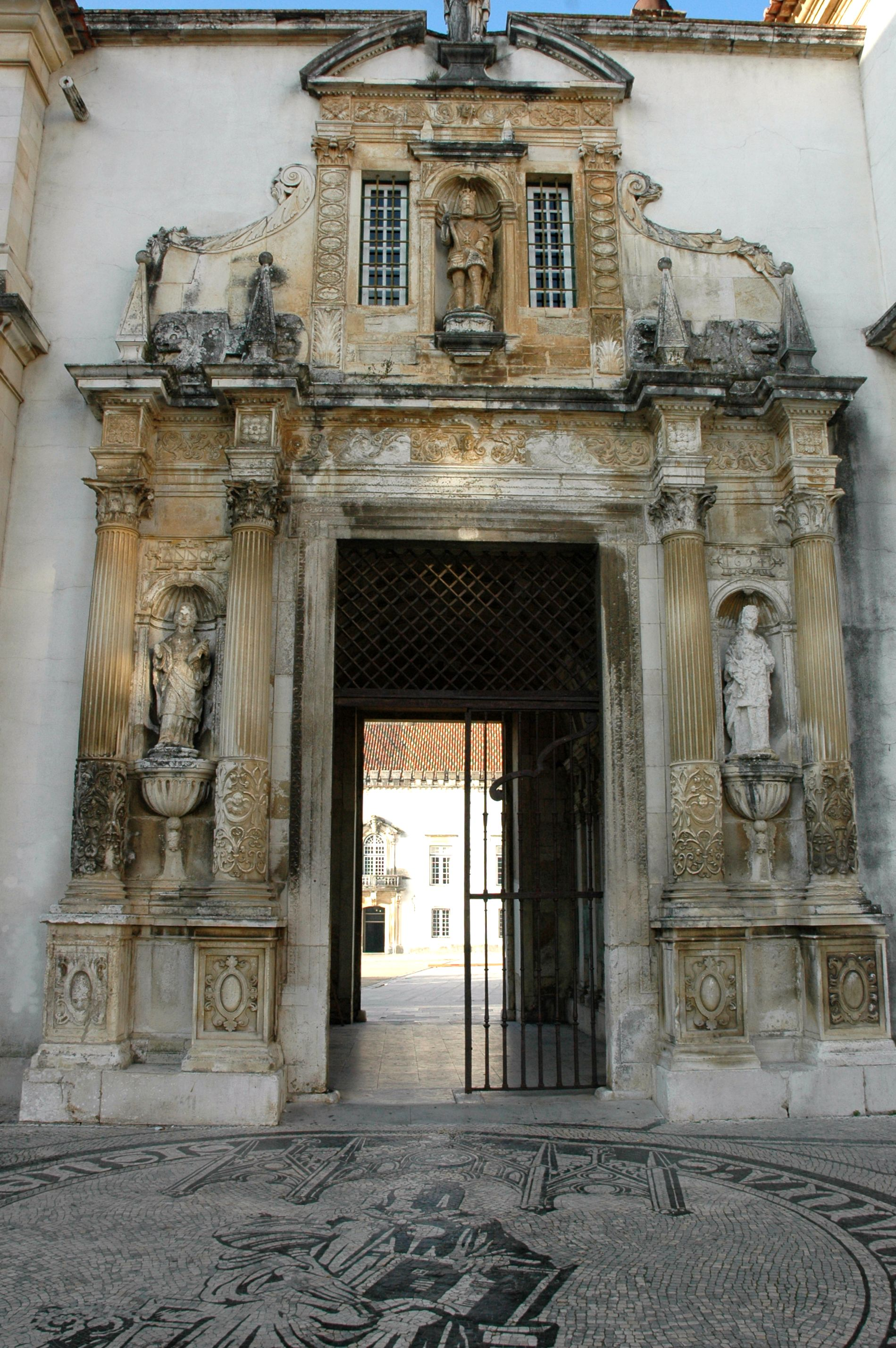
Eisernes Tor
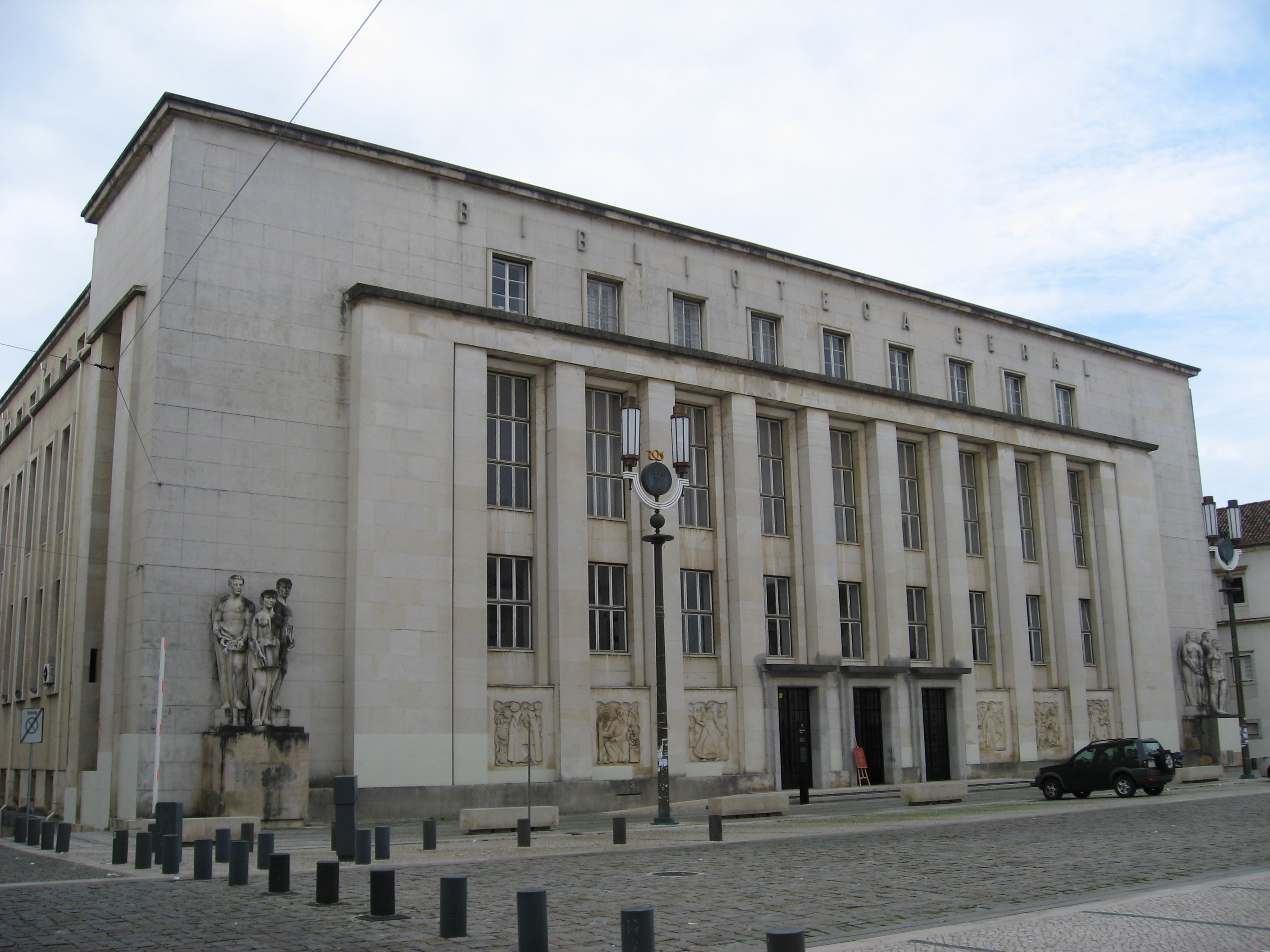
Die allgemeine Bibliothek der Universität
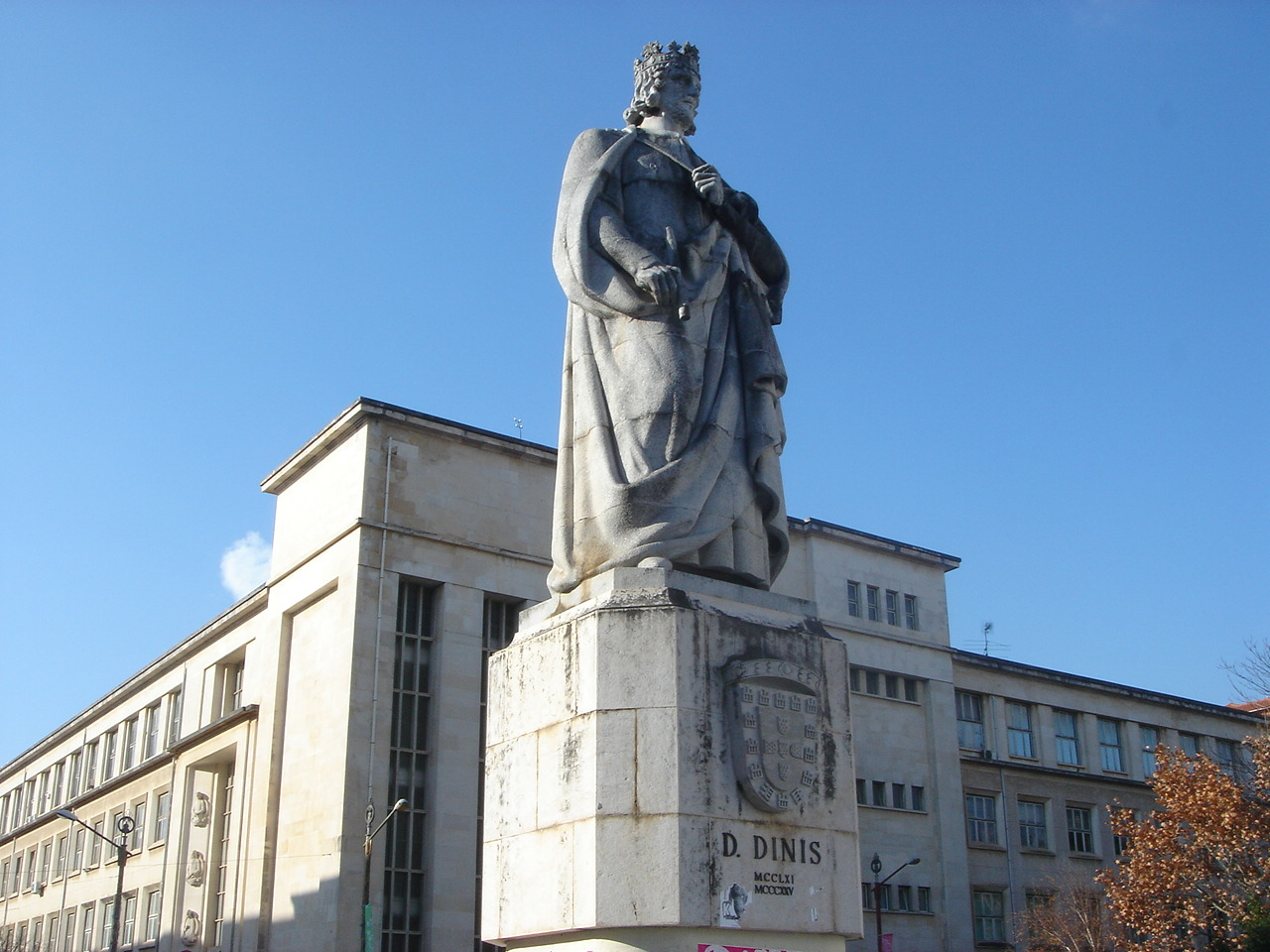
Statue des Universitätsgründers König D. Dinis auf dem Campus

## Fakultäten

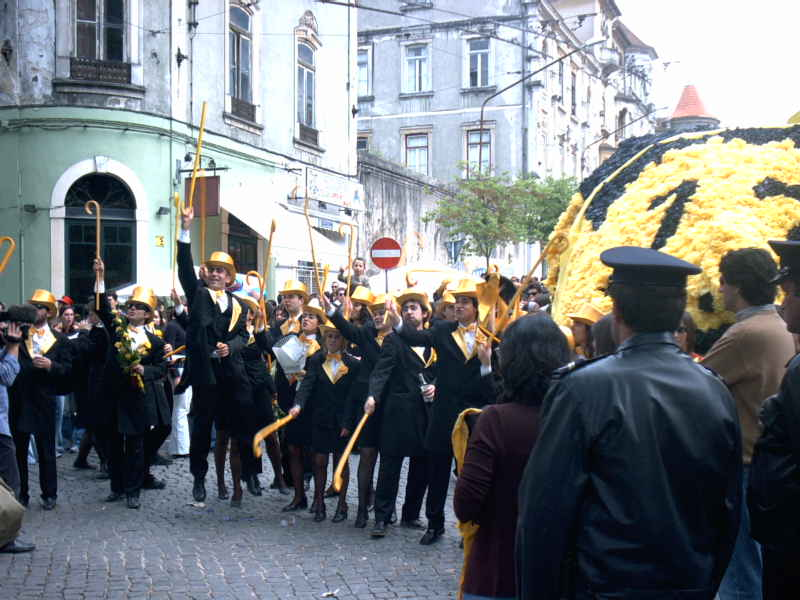
Das traditionelle Studentenfest Queima das Fitas (2006)

Die Universität Coimbra hat heute ca. 22.000 Studenten und besteht aus acht Fakultäten:
- Philosophie (Faculdade de Letras)
- Rechtswissenschaften (Faculdade de direito)
- Medizin (Faculdade de medicina)
- Technologie (Faculdade de Ciências e Tecnologia)
- Pharmazie (Faculdade de Farmácia)
- Ökonomie (Faculdade de Economia)
- Psychologie und Erziehungswissenschaften (Faculdade de Psicologia e Ciências da Educação)
- Sportwissenschaften (Faculdade de Ciências do Desporto e Educação Física)

Jeder Fakultät ist eine Farbe zugeordnet, die sich u. a. in den Bändern widerspiegelt, die von den Studenten getragen werden. Diese werden am Ende des Studiums bei dem traditionellen Studentenfest Queima das Fitas (wörtlich: Verbrennen der Bänder) verbrannt. Die Farbe der Universität ist dunkelgrün, die Farben der Fakultäten sind folgende:
- Philosophische Fakultät: blau
- Juristische Fakultät: rot
- Medizinische Fakultät: gelb
- Technische Fakultät: hellblau und weiß
- Pharmazeutische Fakultät: violett
- Wirtschaftswissenschaftliche Fakultät: rot-weiß
- Fakultät für Psychologie und Erziehungswissenschaften: orange
- Sportwissenschaftliche Fakultät: braun

## Bekannte Lehrer und Studenten(Auswahl)

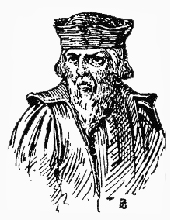
António Ferreira

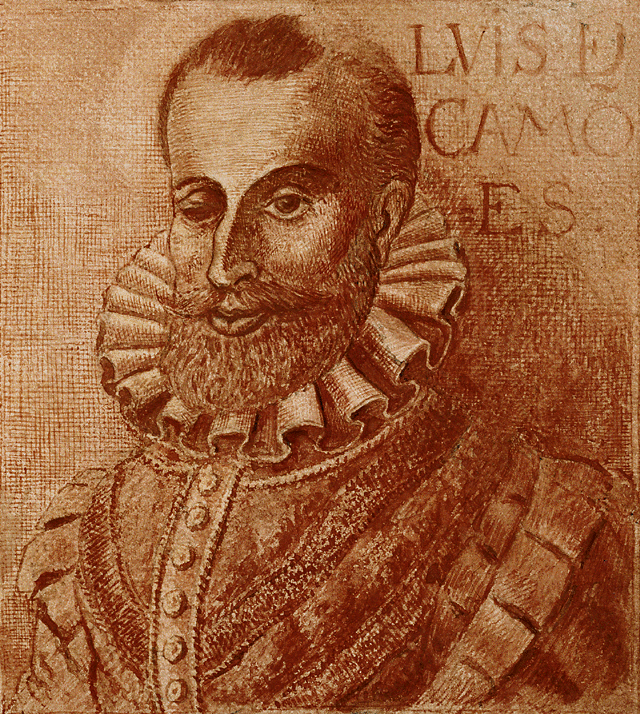
Luís de Camões

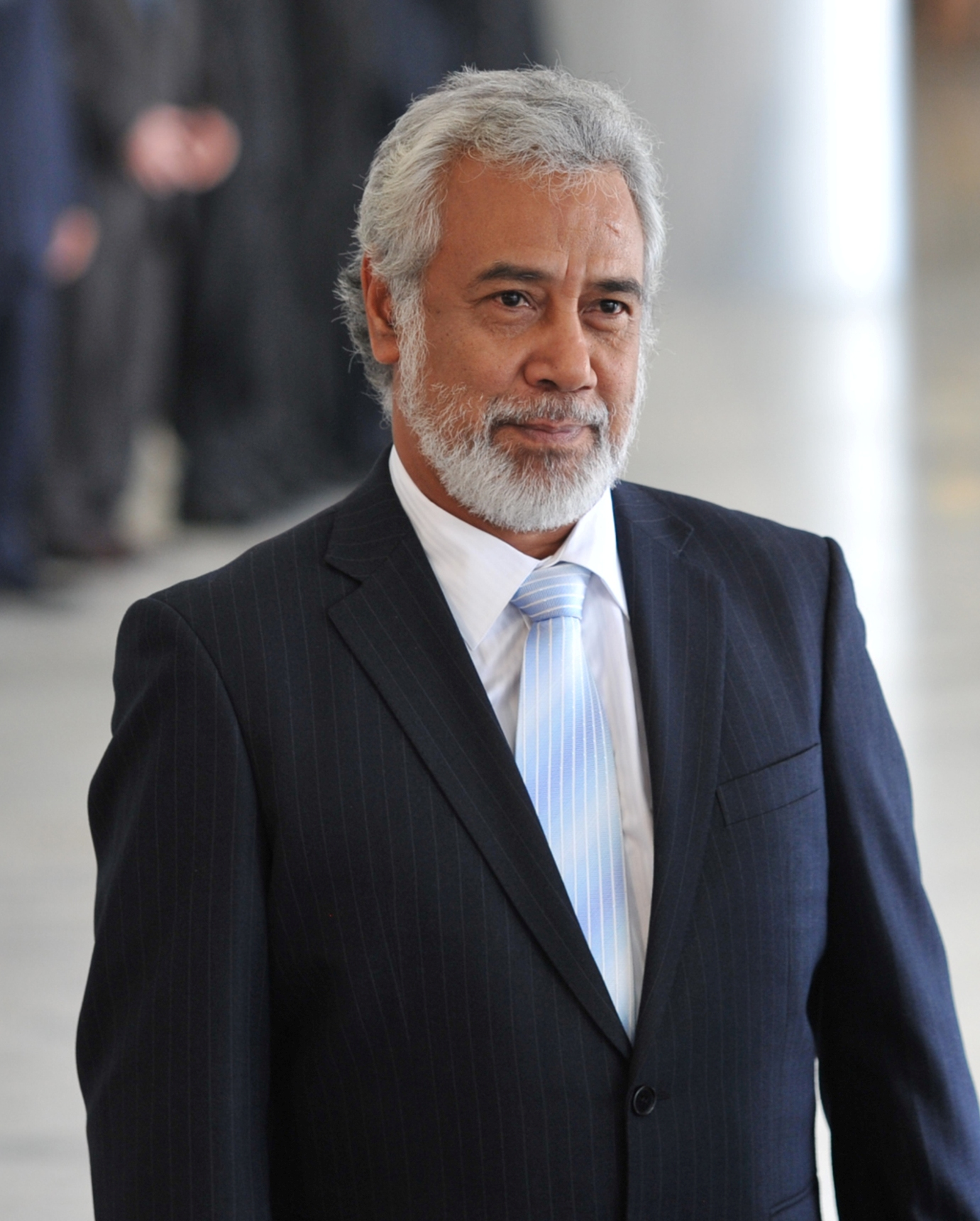
Xanana Gusmão

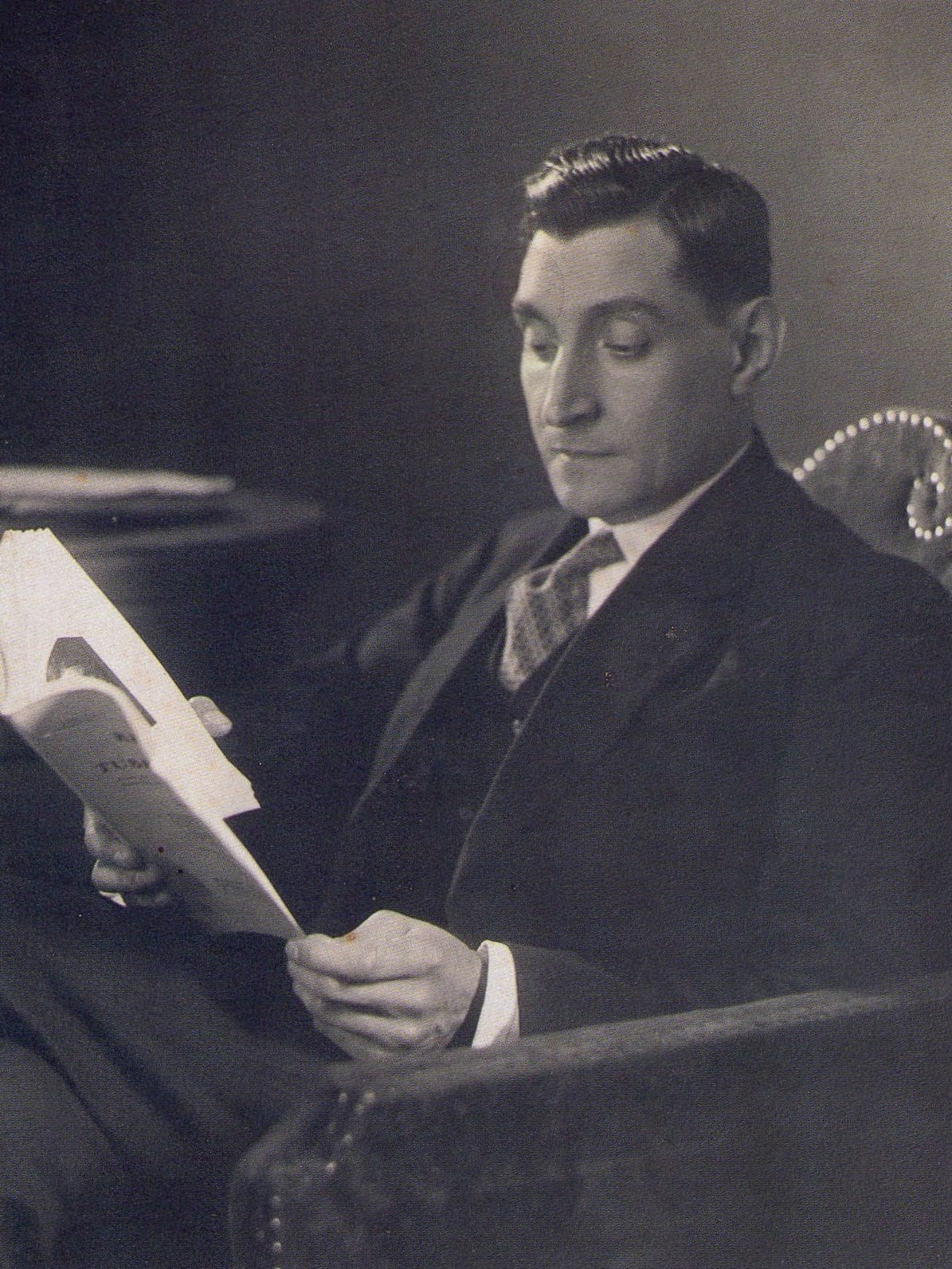
Salazar

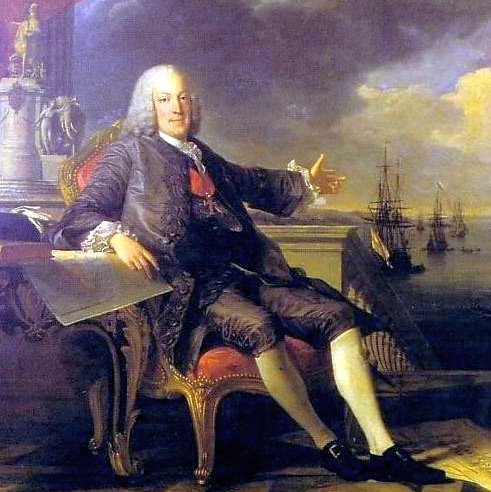
Sebastião José de Carvalho e Melo, der Marquês de Pombal

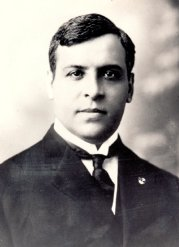
Aristides de Sousa Mendes

### Forscher
- Felix de Avellar Brotero (1744–1828), Botaniker
- Aureliano de Mira Fernandes (1884–1958), Mathematiker
- Ruy Luís Gomes (1905–1984), Mathematiker
- Egas Moniz (1874–1955), Neurologe und Politiker
- Elísio de Moura (1877–1977), Arzt und Psychiatrieprofessor
- Pedro Nunes (1502–1578), Mathematiker und Astronom

### Geisteswissenschaftler
- Alberto Iria (1909–1992), Historiker
- André de Resende (1500–1573), Historiker
- Jerónimo Osório (1506–1580), humanistischer Theologe, Bischof der Algarve
- Diogo de Teive (1514–1569), Schriftsteller, Historiker und Philosoph
- António Ferreira (1528–1569), Dichter und Dramatiker
- Eduardo Lourenço (1923–2020), Literaturwissenschaftler

### Geistliche
- Fernando Martins de Mascarenhas (1548–1628), Rektor der Universität Coimbra, Bischof von Silves und Generalinquisitor von Portugal
- Afonso Furtado de Mendonça
- António da Ressurreição
- Bernardo Rodrigues Nogueira
- Caetano Brandão
- João Maria Pereira de Amaral e Pimentel
- Luís de Figueiredo e Lemos
- Manuel Nicolau de Almeida
- Pedro de Castilho

### Musiker
- Adriano Correia de Oliveira (1942–1982), Sänger und Komponist
- Zeca Afonso (1929–1987), Sänger und Komponist

### Schriftsteller
- Eça de Queirós (1845–1900)
- Antero de Quental (1842–1891)
- Camilo Pessanha (1867–1926)
- António Nobre (1867–1900)
- Luís de Camões (1524–1580)
- Almeida Garrett (1799–1854)
- Miguel Torga (1907–1995)
- Mário de Sá-Carneiro (1890–1916)
- Vergílio Ferreira (1916–1996)
- Eugénio de Andrade (1923–2005)
- Eugénio de Castro (1869–1944)
- Fernando Namora (1919–1989)
- José Cardoso Vieira de Castro (1837–1872)

### Sportler
- Artur Jorge (1946–2024), Fußballspieler und -trainer
- Mário Wilson (1929–2016), Fußballspieler und -trainer

### Rechtswissenschaftler
- José Luís da Cruz Vilaça (* 1944)
- José Gomes Canotilho (* 1941)
- Pinto Monteiro
- Vital Moreira (* 1944)

### Politiker
- Manuel Alegre (* 1936)
- António José de Almeida (1866–1929)
- João de Almeida Prado
- Juvenal de Araújo (1892–1976)
- Manuel de Arriaga (1840–1917)
- Teófilo Braga (1843–1924)
- Xanana Gusmão (* 1946)
- Manuel Teixeira Gomes (1860–1941)
- Sebastião José de Carvalho e Melo (1699–1782), der Marquês de Pombal
- Sidónio Pais (1872–1918)
- Carlos Mota Pinto (1936–1985)
- Ernesto Hintze Ribeiro (1849–1907)
- José Relvas (1858–1929)
- António de Oliveira Salazar (1889–1970)
- Bernardino Machado (1851–1944)
- Norton de Matos (1867–1955)
- Barbosa de Melo (1932–2016)
- Aristides de Sousa Mendes (1885–1954)
- Alberto João Jardim (* 1943)

## Bauwerke
Die Universität befindet sich an der Stelle eines einstigen römischen Kastells, das den Übergang über den Fluss Mondego sicherte. Hier befand sich später auch der maurische Alcazar und die Schlossburg des Herzogs von Portucale, die zum Schloss des Königs von Portugal umgewandelt wurde. 1772 ließ Sebastião José de Carvalho e Melo, der Marquês de Pombal, die Befestigungen abtragen. Zur Zeit des faschistischen Estado Novo in den 1940er Jahren wurden eine Reihe von Gebäuden im seinerzeitigen monumentalen Stil errichtet, wofür zahlreiche Renaissance- und Barockbauten abgerissen wurden. Für Coimbras Universität, die ein Herzstück der portugiesischen Kultur darstellt, erscheinen diese Bauten besonders unpassend.
Das Gelände der alten Universität betritt man von der Praça da Porta Ferrera durch das Eiserne Tor aus dem Jahre 1633. Die verschiedenen Fakultäten werden hier durch allegorische Statuen dargestellt, außen Medizin und Jura, innen Theologie und Kirchenlehre. Über dem Durchgang die Könige Diniz beziehungsweise João III. und in dem gesprengten Giebel die Allegorie der Weisheit.
Auf dem Platz führt an der Nordseite eine elegante Freitreppe zu den Arkaden der sogenannten Via Latina, die dem Palast im 18. Jahrhundert angefügt wurde. Die Aula war ursprünglich der Festsaal des Palastes, er wurde im 16. Jahrhundert neu geschaffen und im 18. Jahrhundert unter João V. umgestaltet. Der große Uhrturm am Ende des Säulenganges in der Nordwestecke des Platzes, ebenfalls aus dem 18. Jahrhundert, ist ein schönes Beispiel für den spätbarocken Joanino-Stil aus der Zeit João V. Er liegt am höchsten Punkt der Stadt und da er alle anderen Gebäude überragt wurde er zum Wahrzeichen Coimbras. Neben dem Turm befindet sich der Eingang zu einem doppelstöckigen Kreuzgang mit den Zugängen zu den Hörsälen, die heute von der juristischen Fakultät benutzt werden.
An der Westseite des Platzes befindet sich die Universitätskirche, die verschiedene Stile miteinander verbindet. Sie wurde an Stelle eines mittelalterlichen Betraumes ab 1517 errichtet. Aus dieser Zeit stammen auch die manuelinischen Fenster und der Geflochtene Torbogen vor dem Chor. Der holzgeschnitzte Altar mit säulenumrahmten Gemälden ist eines der reinsten Werke des portugiesischen Manierismus. Klassische Elemente der Renaissance wurden zu einer Ädikula zusammengefügt. Der Altar entstand 1612/13 in Zusammenarbeit verschiedener portugiesischer Künstler. Die mit Blumenmotiven ausgemalte Decke stammt aus dem 17. Jahrhundert, die Orgel aus dem Jahre 1733. Das Seitenportal der Kirche wurde 1517–21 im manuelinischen Stil errichtet. Es zeigt zwei in Portugal häufig anzutreffende Symbole, nämlich das Christusritterkreuz und die sogenannte Armillarsphäre als Zeichen für die große Verbundenheit Portugals mit der Seefahrt.
Der Waffenraum wurde in den königlichen Teil des alten Palastes integriert. Es beherbergt eine Reihe von Waffen der Königlichen Akademischen Wache, die noch heute in den feierlichen akademischen Zeremonien benutzt werden.
Der Sala dos Capelos war der alte Thronsaal, aus der Mitte des 17. Jahrhunderts. Dieser hervorragende Raum wurde von Meister António Tavares geplant. Hervorzuheben ist die Holzdecke mit grotesken Bildern von Jacinto da Costa, Teppich–Stil Fliesen und den Porträts der Könige gemalt von verschiedenen Künstlern.
Der Raum des Privaten Examens gehörte zu dem königlichen Teil des Palastes. Es war das königliche Zimmer, in dem der König übernachtete. Es war auch der Raum, wo die erste Sitzung am 13. Oktober 1537 zwischen dem Vize-Rektor D. Garcia de Almeida und den Universitätslehrern stattfand.